# Lukashin
Lukashin (in armeno Լուկաշին?) è un comune dell'Armenia di 2 746 abitanti (2009) della provincia di Armavir.